# Wierzba amerykanka
Wierzba amerykanka (Salix eriocephala Michx.) – gatunek wieloletniego krzewu z rodziny wierzbowatych. Pochodzi ze strefy klimatu umiarkowanego Ameryki Północnej; w Polsce antropofit zadomowiony.

## Rozmieszczenie geograficzne
Gatunek ten występuje naturalnie w Ameryce Północnej, głównie w Nowej Anglii w stanach: Connecticut, Maine, Massachusetts, New Hampshire, Rhode Island i Vermont.

## Morfologia
PokrójRoślina dwupienna, zazwyczaj przybierająca pokrój wysokiego krzewu lub niskiego drzewa o kilku pniach, zazwyczaj dorasta do ok. 6 m. Kora łuszcząca się, ciemno-szara.
LiścieLancetowate (takie jak u wierzby białej), długości od 2,5 do 15 cm oraz szerokości między 2,5 cm a 5,8 cm. Liść jest maksymalnie 8 razy dłuższy niż szerszy.
KwiatZebrane w kotki pojawiające się wczesną wiosną. Wyrastają one z pąków szczytowych krótkopędów na tegorocznych gałązkach, rozwijając się wraz z liśćmi lub tuż przed nimi. Męskie kotki mają od 1,30 do 5 cm długości, z kwiatami upakowanymi dość luźno. Kotki żeńskie mają od 2 do 6,4 cm długości. Oba typy kwiatostanów są nieowłosione, osadzone na krótkich szypułach o długości od 1,2 do 2,8 mm. U nasady każdego z kwiatostanów znajduje się mała, ciemno brązowa lub dwukolorowa podsadka pokryta długimi, białymi włoskami.

## Ekologia i zmienność
Wierzba amerykanka bywa bardzo podobna do Salix myricoides. Podejrzewa się, że część roślin trudnych do identyfikacji może być wynikiem hybrydyzacji obu gatunków, ale nie stwierdzono dotąd jednoznacznych mieszańców.